# Сомнительная правда
«Сомнительная правда» (исп. La verdad sospechosa) — комедия испанского драматурга Хуана Руиса де Аларкона, написанная, по одной гипотезе, в 1616—1618 годах, по другой — в 1621 году. Была опубликована в 1630 году под именем Лопе де Веги, в 1634 — под именем настоящего автора, стала одной из наиболее популярных пьес Аларкона. «Сомнительную правду» очень высоко оценил Пьер Корнель, выражавший готовность отдать за неё две своих лучших пьесы. Корнель создал на основе этой комедии свои пьесы «Лжец» и «Продолжение Лжеца».
Главный герой пьесы — молодой аристократ дон Гарсиа, привыкший лгать. Из-за этой своей привычки ему приходится отказаться от любимой женщины, на которой к тому же хотел его женить отец, и вступить в брак с другой.